# Cluny (opatija)
Opatija Cluny (francosko: [klyni]; francosko Abbaye de Cluny, prej tudi Cluni ali Clugny; latinsko Abbatia Cluniacensis) je nekdanji benediktinski samostan v Clunyju v Saône-et-Loire v Franciji. Posvečena je bila svetima Petru in Pavlu.
Opatija je bila zgrajena v romanskem arhitekturnem slogu, s tremi cerkvami, zgrajenimi zaporedoma od 4. do začetka 12. stoletja. Najstarejša bazilika je bila največja cerkev na svetu, dokler se v Rimu ni začela gradnja bazilike sv. Petra.
Cluny je leta 910 ustanovil vojvoda Viljem I. Akvitanski. Berna je imenoval za prvega opata Clunyja, podrejenega le papežu Sergiju III. Opatija je bila znana po strožjem spoštovanju pravila sv. Benedikta, zaradi česar je Cluny postal priznan kot vodja zahodnega meništva. Leta 1790 med francosko revolucijo je bila opatija izropana in večinoma uničena, preživel je le majhen del.
Okoli leta 1334 so opati iz Clunyja vzdrževali mestno hišo v Parizu, znano kot Hôtel de Cluny, ki je od leta 1843 javni muzej. Razen imena in same stavbe nima več ničesar, kar bi bilo prvotno povezano s Clunyjem.

## Zgodovina

### Ustanovitev
Leta 910 je Viljem I. Pobožni, vojvoda Akvitanije in grof Auvergne, ustanovil benediktinsko opatijo Cluny v skromnem obsegu kot matično hišo kongregacije Cluny. Darilna listina je vključevala vinograde, polja, travnike, gozdove, vode, mline, tlačane in obdelana ter neobdelana zemljišča. Gostoljubje naj bi bilo namenjeno revnim, tujcem in romarjem. Določeno je bilo, da bo samostan svoboden od lokalnih oblasti, laičnih ali cerkvenih, in podrejen le papežu, s pogojem, da niti ta ne more zaseči posesti, je razdeliti ali dati nekomu drugemu ali imenovati opata brez soglasja menihov. Viljem je Cluny postavil pod zaščito svetih Petra in Pavla, s prekletstvom nad vsakogar, ki bi kršil listino. S papežem čez Alpe v Italiji je to pomenilo, da je bil samostan v bistvu neodvisen.
Z donacijo svojega lovskega rezervata v burgundskih gozdovih je Viljem opatijo Cluny oprostil vseh prihodnjih obveznosti do sebe in svoje družine, razen molitve. Sodobni meceni so običajno ohranili lastniški interes in pričakovali, da bodo svoje sorodnike postavili za opate. Zdi se, da je Viljem sklenil ta dogovor z Bernom, prvim opatom, da bi novi samostan osvobodil takšnih posvetnih zapletov in začel clunijske reforme. Ustrezne listine so vsa sredstva dodane opatije razglasile za sveta, njihov odvzem pa je pomenil bogoskrunstvo. Kmalu je Cluny začel prejemati zapuščine z vse Evrope – od Svetega rimskega cesarstva do španskih kraljestev, od južne Anglije do Italije. Postal je močna meniška kongregacija, ki je imela v lasti in upravljala mrežo samostanov in prioratov pod vodstvom osrednje opatije v Clunyju. Bil je zelo izviren in uspešen sistem, opati iz Clunyja so postali vodilni na mednarodnem prizorišču, samostan Cluny pa je veljal za najveličastnejšo, najprestižnejšo in najbolje obdarjeno meniško ustanovo v Evropi. Vrhunec vpliva Cluniaka je bil od druge polovice 10. stoletja do začetka 12. stoletja. Prve redovnice so bile v red sprejete v 11. stoletju.

### Cluny in gregorijanske reforme
Reforme, uvedene v Clunyju, so bile do neke mere posledica vpliva Benedikta Anianskega, ki je svoje nove ideje predstavil na prvem velikem srečanju opatov reda v Aachnu (Aix-la-Chapelle) leta 817. Berno je Benediktovo razlago pravil sprejel že prej v opatiji Baume. Cluny ni bil znan po strogosti discipline ali asketizmu, vendar so clunyjski opati podpirali oživitev papeštva in reforme papeža Gregorja VII. Clunyjska ustanova se je tesno poistovetila s papeštvom. V začetku 12. stoletja je red zaradi slabe vlade izgubil zagon. Kasneje ga je oživil opat Peter Častitljivi (umrl 1156), ki je ohlapne priorate spet uravnotežil in se vrnil k strožji disciplini. Cluny je pod Petrom dosegel vrhunec moči in vpliva, saj so njegovi menihi postali škofi, legati in kardinali po vsej Franciji in Svetem rimskem cesarstvu. Vendar pa so do Petrove smrti novejši in bolj strogi redovi, kot so cistercijani, sprožili naslednji val cerkvenih reform. Zunaj samostanskih struktur je vzpon angleškega in francoskega nacionalizma ustvaril ozračje, ki ni bilo ugodno za obstoj samostanov, ki jim je avtokratsko vladal poglavar s prebivališčem v Burgundiji. Papeški razkol med letoma 1378 in 1409 je še bolj razdelil zvestobo: Francija je priznala papeža v Avignonu, Anglija pa v Rimu, kar je poseglo v odnose med Clunyjem in njegovimi odvisnimi hišami. Pod pritiskom so bile nekatere angleške hiše, kot je priorat Lenton v Nottinghamu, naturalizirani (Lenton leta 1392) in niso več veljali za tuje priorje, kar je oslabilo clunijsko strukturo.
V času francoske revolucije je revolucionarno sovraštvo do katoliške cerkve leta 1790 privedlo do zatiranja reda v Franciji, samostan v Clunyju pa je bil leta 1810 skoraj v celoti porušen. Kasneje je bil prodan in uporabljen kot kamnolom do leta 1823. Danes je od celotnega samostana ostalo le malo več kot eden od prvotnih osmih stolpov.
Sodobna izkopavanja opatije so se začela leta 1927 pod vodstvom Kennetha Johna Conanta, ameriškega arhitekturnega zgodovinarja Univerze Harvard in so se nadaljevala (čeprav ne neprekinjeno) do leta 1950.

## Organizacija
Opatija Cluny se je od drugih benediktinskih hiš in konfederacij razlikovala na tri načine:
- organizacijska struktura;
- prepoved posedovanja zemlje s fevdalno službo; in
- poudarek na liturgiji kot glavni obliki dela.

Cluny je razvil zelo centralizirano obliko vladanja, ki je bila benediktinski tradiciji povsem tuja. Medtem ko je večina benediktinskih samostanov ostala avtonomna in med seboj povezana le neformalno, je Cluny ustvaril velik, federiran red, v katerem so upravitelji podružničnih hiš služili kot namestniki clunyjskega opata in mu odgovarjali. Clunyjske hiše, ki so bile neposredno pod nadzorom clunyjskega opata, vodje reda, so se imenovale priori, ne opatije. Priorji ali vodje prioratov so se v Clunyju srečevali enkrat letno, da bi obravnavali upravna vprašanja in podali poročila. Mnogi drugi benediktinski samostani, tudi tisti zgodnejše ustanovitve, so začeli Cluny obravnavati kot svojega vodjo. Ko je papež Benedikt VIII. leta 1016 odredil razširitev privilegijev Clunyja na podrejene hiše, je to benediktinske skupnosti dodatno spodbudilo k pridružitvi Clunyjskemu redu.
Delno zaradi razkošja reda Clunyjski samostani redovnic niso veljali za posebej stroškovno učinkovite. Red ni imel interesa za ustanovitev številnih novih hiš za ženske, zato je bila njihova prisotnost vedno omejena.
Clunyjski običaji so predstavljali premik od prejšnjega ideala benediktinskega samostana kot kmetijsko samozadostne enote. To je bilo podobno sodobni vili v bolj romaniziranih delih Evrope in dvorcem v bolj fevdalnih delih, v katerih je vsak član opravljal fizično delo in molil. Leta 817 je sveti Benedikt Anianski, drugi Benedikt, na pobudo Ludvika Pobožnega razvil meniške ustave za upravljanje vseh karolinških samostanov. Priznal je, da se črni menihi ne preživljajo več s fizičnim delom. Clunyjeva privolitev v nenehno molitev (laus perennis, dobesedno 'nenehna hvala') je pomenila, da se je povečala specializacija vlog.
Kot morda najbogatejša samostanska hiša zahodnega sveta je Cluny najemal upravitelje in delavce, ki so opravljali tradicionalno delo menihov. Clunyjski menihi so se skoraj nenehno posvečali molitvi, s čimer so svoj položaj povzdignili v poklic. Kljub meniškemu idealu varčnega življenja je opatija Cluny naročila kandelabre iz masivnega srebra in zlatih kelihov, izdelanih iz dragih kamnov, za uporabo pri opatijskih mašah. Namesto da bi se omejili na tradicionalno jed juhe in kaše, so menihi zelo dobro jedli, uživali so v pečenih piščancih (takrat v Franciji razkošje), vinih iz svojih vinogradov in sirih, ki so jih izdelovali njihovi zaposleni. Menihi so pri maši nosili najfinejša lanena verska oblačila in svilena oblačila. Artefakti, ki ponazarjajo bogastvo opatije Cluny, so danes na ogled v muzeju Cluny v Parizu.

## Molitev iz Clunyja
O Bog, po čigar milosti so tvoji služabniki, sveti opati iz Clunyja, razplamteni z ognjem tvoje ljubezni, postali goreče in sijoče luči v tvoji Cerkvi: daj, da bomo tudi mi goreli v duhu ljubezni in discipline ter vedno hodili pred teboj kot otroci luči; po Jezusu Kristusu, našem Gospodu, ki s teboj, v edinosti Svetega Duha, živi in kraljuje, en Bog, zdaj in vekomaj.

## Umetnost
V Clunyju je bila osrednja dejavnost liturgija; bila je obsežna in lepo predstavljena v navdihujočem okolju, kar je odražalo nov osebno čutiti val pobožnosti 11. stoletja. Meniška priprošnja je veljala za nujno za doseganje stanja milosti, laični vladarji pa so se potegovali, da bi se jih spominjali v neskončnih molitvah Clunyja; to je navdihnilo obdarovanje z zemljo in beneficijami, ki so omogočile druge umetnosti.
Hitro rastoča skupnost v Clunyju je zahtevala stavbe v velikem obsegu. Zgledi v Clunyju so močno vplivali na arhitekturno prakso v zahodni Evropi od 10. do 12. stoletja. Tri zaporedne cerkve se običajno imenujejo Cluny I, II in III. Gradnja Clunyja II, približno 955–981, ki se je začela po uničujočih hunskih napadih leta 953, je povzročila težnjo po kamnitih obokih burgundskih cerkva.

### Cluny III
Leta 1088 je opat Hugo Semurski (1024–1109, opat od leta 1049) začel gradnjo tretje in zadnje cerkve v Clunyju, ki je postala največja cerkvena stavba v Evropi in je to ostala vse do 16. stoletja, ko je bila v Rimu starokrščanska bazilika sv. Petra zamenjana s sedanjo cerkvijo. Hézelon de Liège je bil leta 1088 poklican za arhitekta nove cerkve.
Gradbena kampanja je bila financirana z letnim popisom prebivalstva, ki ga je med letoma 1053 in 1065 uvedel Ferdinand I. Leonski, vladar združenega Leóna in Kastilije. (Alfonz VI. Kastiljski ga je ponovno uvedel leta 1077 in potrdil leta 1090.) Ferdinand je določil znesek na 1000 zlatih aurejev, znesek, ki ga je Alfonz VI. leta 1090 podvojil. To je bila največja renta, ki jo je red kdaj prejel od kralja ali laika, in nikoli ni bila presežena. Letna donacija Henrika I. Angleškega iz leta 1131 v višini 100 mark srebra, ne zlata, se je v primerjavi z njo zdela majhna. Popis prebivalstva Alfonsinov je opatu Hugu (ki je umrl leta 1109) omogočil, da se je lotil gradnje ogromne tretje opatijske cerkve. Ko so plačila v zlatih davkih kasneje prenehala veljati, je clunyjski red doživel finančno krizo, ki ga je ohromila med obdobjem opatov Ponsa iz Melgueila (1109–1125) in Petra Častitljivega (1122–1156). Špansko bogastvo, podarjeno Clunyju, je oznanilo vzpon španskih kristjanov in osrednjo Španijo prvič potegnilo v širšo evropsko orbito.

### Knjižnica
Clunyjska knjižnica je bila ena najbogatejših in najpomembnejših v Franciji in Evropi. Bila je skladišče številnih zelo dragocenih rokopisov. Med verskimi spopadi leta 1562 so hugenoti izropali opatijo in uničili ali razpršili številne rokopise. Od tistih, ki so ostali, jih je nekatere leta 1790 med francosko revolucijo sežgala razjarjena množica. Drugi so bili še vedno shranjeni v mestni hiši v Clunyju.
Francoska vlada si je prizadevala za premestitev teh zakladov, vključno s tistimi, ki so končali v zasebnih rokah. Zdaj jih hrani Nacionalna knjižnica Francije v Parizu. Britanski muzej hrani približno šestdeset listin, ki izvirajo iz Clunyja.

## Pokopi
- Herman I., badenski mejni grof
- Filip I., vojvoda Burgundije
- papež Gelazij II.

## Clunyjev vpliv
Opatija v Clunyju je bila matična hiša Clunyjske kongregacije.
V razdrobljeni in lokalizirani Evropi 10. in 11. stoletja je Clunyjeva mreža svoj reformni vpliv močno razširila. Cluny, brez laičnega in škofovskega vmešavanja ter odgovoren le papeštvu (ki je bilo v stanju šibkosti in nereda, saj so rivalski papeži imeli podporo konkurenčnih plemičev), je veljal za revitaliziranega normanskega cerkvenega prebivalca, reorganiziral kraljevi francoski samostan v Fleuryju in navdihnil svetega Dunstana v Angliji. Uradnih angleških clunyjskih prioratov ni bilo do tistega v Lewesu v Sussexu, ki ga je okoli leta 1077 ustanovil anglonormanski grof William de Warenne. Najbolje ohranjeni clunyjski hiši v Angliji sta priorat Castle Acre v Norfolku in priorat Wenlock v Shropshireu. Domneva se, da so bili v Angliji le trije clunijski samostani, eden od njih je bila opatija Delapré v Northamptonu.
Do vladavine Henrika VI. so bili vsi clunyjski samostani v Angliji francoski, upravljani so bili s strani francoskih priorjev in neposredno nadzorovani iz Clunyja. Henrikovo dejanje dviga angleških prioratov v neodvisne opatije je bila politična gesta, znak nastajajoče nacionalne zavesti Anglije.
Zgodnje clunyjske ustanove so ponujale zatočišča pred neurejenim svetom, toda do konca 11. stoletja je clunyjska pobožnost prežemala družbo. To je obdobje, ki je doseglo dokončno pokristjanjevanje osrčja Evrope. Do 12. stoletja je bilo po vsej Evropi 314 samostanov, ki so bili zvestobe Clunyju.
Rodovitni in izobraženi clunyjski priorji so vneto sodelovali z lokalnimi kraljevimi in aristokratskimi meceni svojih hiš, zasedali odgovorne položaje v njihovih pisarnah in bili imenovani v škofije. Cluny je razširil običaj čaščenja kralja kot zavetnika in opornika Cerkve, kar je posledično spremenilo vedenje kraljev iz 11. stoletja in njihov duhovni pogled. V Angliji je bil kasneje kanoniziran Edvard Spoznavalec. V Nemčiji je prodiranje clunyjskih idealov potekalo v sodelovanju s Henrikom III. iz dinastije Salijcev, ki se je poročil s hčerko akvitanskega vojvode. Henrik je bil prežet z občutkom svoje zakramentalne vloge Kristusovega delegata v posvetni sferi. Imel je duhovno in intelektualno podlago za vodenje nemške cerkve, kar je doseglo vrhunec s pontifikatom njegovega sorodnika, papeža Leona IX. Nov pobožen pogled laičnih voditeljev je omogočil uveljavitev gibanja Božjega premirja za zajezitev aristokratskega nasilja.
V okviru svojega reda je lahko clunyjski opat prosto dodelil katerega koli meniha kateri koli hiši; Ustvaril je fluidno strukturo okoli osrednje oblasti, ki je postala značilnost kraljevih pisarn Anglije in Francije ter birokracije velikih neodvisnih vojvod, kot je bil burgundski. Clunyjska zelo centralizirana hierarhija je bila poligon za katoliške prelate: štirje menihi iz Clunyja so postali papeži: Gregor VII., Urban II., Paskal II. in Urban V.
Clunyju je vodilo urejeno zaporedje sposobnih in izobraženih opatov iz najvišjih aristokratskih krogov, prvih šest opatov iz Clunyja pa je bilo vseh kanoniziranih:
- Sv. Berno iz Clunyja (umrl 927)
- Sv. Odo iz Clunyja (umrl 942)
- Sv. Aymard iz Clunyja (umrl 965)
- Sv. Majol iz Clunyja (umrl 994)
- Sv. Odilo (umrl 1049)
- Sv. Hugo iz Clunyja (umrl 1109)

Odilo je nadaljeval z reformami drugih samostanov, vendar je kot opat iz Clunyja izvajal tudi strožji nadzor nad razpršenimi priori reda.

## Propad in uničenje stavb
Od 12. stoletja naprej je imel Cluny resne finančne težave, predvsem zaradi stroškov gradnje tretje opatijske cerkve (Cluny III). Tudi dobrodelnost, namenjena revnim, je povečala stroške. Ko so se v zahodni krščanski cerkvi pojavili drugi verski redovi, kot so cistercijani v 12. stoletju in nato berači v 13. stoletju, je konkurenca postopoma oslabila status in vpliv opatije. Poleg tega je slabo upravljanje opatijskih posesti in nepripravljenost njenih podrejenih prioratov, da bi plačali svoj delež letnih obdavčljivih kvot, letno zmanjševala skupne prihodke Clunyja.
Cluny je v odgovor na te težave najemal posojila za svoje premoženje, vendar je to obremenilo verski red z dolgovi. V poznem srednjem veku so se spori z njegovimi priori povečali. Ta upadajoči vpliv je zasenčila vse večja moč papeža v katoliški cerkvi. Do začetka 14. stoletja je papež pogosto imenoval clunyjske opate.
Čeprav so menihi – ki jih ni bilo nikoli več kot 60 – v tem obdobju živeli v relativnem razkošju, so politične in verske vojne v 16. stoletju še dodatno oslabile status opatije v krščanstvu. Na primer, z Bolonjskim konkordatom leta 1516, ki ga je nadzoroval Antoine Duprat, je kralj Franc I. Francoski od papeža Leona X. dobil moč, da imenuje opata Clunyja.
V naslednjih 250 letih opatija ni nikoli več pridobila svoje moči ali položaja v evropskem krščanstvu. Samostanske stavbe in večina cerkve, ki veljajo za primer ekscesov starega režima, so bile uničene v francoski revoluciji. Njena obsežna knjižnica in arhiv sta bila leta 1793 požgana, cerkev pa je bila predana plenjenju. Posestvo opatije je bilo leta 1798 prodano za 2.140.000 frankov. V naslednjih dvajsetih letih so iz ogromnega obzidja opatije izkopavali kamen, ki so ga uporabili za obnovo mesta.
Čeprav je bila do dokončanja rimske bazilike sv. Petra v začetku 17. stoletja največja cerkev v krščanstvu, je od prvotnih stavb ostalo le malo. Skupaj ohranjeni deli predstavljajo približno 10 % prvotne površine cerkve Cluny III. Mednje spadajo južni transept z zvonikom ter spodnji deli obeh zahodnih sprednjih stolpov. Leta 1928 je najdišče izkopal ameriški arheolog Kenneth J. Conant s podporo Ameriške srednjeveške akademije. Ruševine podstavkov stebrov pričajo o velikosti nekdanje cerkve in samostana.
Od leta 1901 je središče École nationale supérieure d'arts et métiers (ENSAM), elitne inženirske šole.

## Znane osebnosti
- Odilo
- Majol
- Gregor VII.
- Pashal II.
- Gelazij II.
- Kalist II.
- Viktor III.
- Gregor VIII.

### Ocena
- Slavna benediktinska opatija v Clunyju blizu Paray-le-Moniala v Franciji je bila v svojem času ob papežu in cesarjih tretja evropska velesila. Papež Urban II. je govoril, češ da Cluny blešči nad svetom kakor drugo sonce.[11]